# Liste der Bodendenkmale in der Samtgemeinde Rodenberg
In der Liste der Bodendenkmale in der Samtgemeinde Rodenberg sind die Bodendenkmale der niedersächsischen Samtgemeinde Rodenberg aufgeführt. Die Quelle ist der Denkmalatlas Niedersachsen. 

Samtgemeinde Rodenberg im Landkreis Schaumburg

Der Stand der Liste ist der 23. Januar 2025.

## Allgemein
In den Spalten finden sich folgende Informationen des Bodendenkmales:
| Lage         | geographische Koordinaten                                                           |
| Bezeichnung  | Bezeichnung lt. Denkmalatlas                                                        |
| Beschreibung | Beschreibung lt. Denkmalatlas                                                       |
| ID           | Objekt-ID                                                                           |
| Bild         | Bild, ggf. zusätzlich mit Link zu weiteren Fotos im Medienarchiv Wikimedia Commons. |

## Apelern

### Apelern
| Lage                       | Bezeichnung          | Beschreibung                                                       | ID       | Bild |
| -------------------------- | -------------------- | ------------------------------------------------------------------ | -------- | ---- |
| 52° 16′ 55″ N, 9° 19′ 2″ O | Apelern 1, Grabhügel | Durchmesser ca. 13 m und Höhe ca. 1,3 m. Fast rund, flach gewölbt. | 28968874 | BW   |

### Reinsdorf
| Lage                        | Bezeichnung            | Beschreibung | ID       | Bild |
| --------------------------- | ---------------------- | --- | -------- | ---- |
| 52° 16′ 54″ N, 9° 17′ 10″ O | Reinsdorf 1, Grabhügel | Durchmesser ca. 15 m und Höhe ca. 1 m. Kopfstich im Zentralbereich. L. 2 m, Br. 1,5 m, T. 0,8 m.                   | 28968872 | BW   |
| 52° 17′ 17″ N, 9° 16′ 35″ O | Reinsdorf 2, Grabhügel | Durchmesser ca. 15 m und Höhe ca. 1,2 m. Flach gewölbt. Rand abgesetzt. Einige plattige Steine. Sehr gut erhalten. | 28968875 | BW   |

## Hülsede

### Hülsede
| Lage                        | Bezeichnung                       | Beschreibung | ID       | Bild           |
| --------------------------- | --------------------------------- | --- | -------- | -------------- |
| 52° 13′ 8″ N, 9° 18′ 53″ O  | Hülsede 2, Grabhügel              | Durchmesser ca. 15 m und Höhe ca. 1 m. Fahrspur. | 28949875 | BW             |
| 52° 13′ 15″ N, 9° 19′ 48″ O | Hülsede 3, Grabhügel              | Durchmesser ca. 16 m und Höhe ca. 1,1 m. Alte zugewachsene Eingrabung im südlichen Bereich. | 28969007 | BW             |
| 52° 13′ 16″ N, 9° 19′ 42″ O | Hülsede 4, Grabhügel              | Durchmesser ca. 17 m und Höhe ca. 1,3 m. Hügelfuß abgesetzt. Im NW-Bereich alte Eingrabung. | 28969006 | BW             |
| 52° 13′ 22″ N, 9° 19′ 46″ O | Hülsede 5, Grabhügel              | Durchmesser ca. 10 m und Höhe ca. 0,5 m. Steinhügel. Einige bis kopfgroße Kalksteine. | 28969103 | BW             |
| 52° 13′ 42″ N, 9° 20′ 7″ O  | Hülsede 6, Grabhügel              | Durchmesser ca. 11 m und Höhe ca. 0,9 m. Steinhügel. Rand abgesetzt. In stark abgeflachter Kuppe halbkreisförmige Einkuhlung. | 28969106 | BW             |
| 52° 13′ 43″ N, 9° 20′ 41″ O | Hülsede 7, Grabhügel              | Durchmesser ca. 7 m und Höhe ca. 0,5 m. Steinhügel. Bis kopfgroße Kalksteine. | 28969105 | BW             |
| 52° 13′ 44″ N, 9° 20′ 47″ O | Hülsede 8, Grabhügel              | Durchmesser ca. 9 m und Höhe ca. 0,7 m. Steinhügel. Einige bis kopfgroße Kalksteine. | 28969101 | BW             |
| 52° 13′ 13″ N, 9° 20′ 8″ O  | Hülsede 9, Grabhügel              | Durchmesser ca. 7 m und Höhe ca. 0,3 m. Steinhügel. Flach auslaufendes Profil. Einige Kalksteine. | 28969125 | BW             |
| 52° 13′ 14″ N, 9° 20′ 15″ O | Hülsede 11, Grabhügel             | Durchmesser ca. 9 m und Höhe ca. 0,5 m. Steinhügel. Auslaufender Hügelfuß. Bis kopfgroße Kalksteine. | 28969126 | BW             |
| 52° 14′ 58″ N, 9° 21′ 45″ O | Hülsede 12, Wasserschloss Hülsede | Die Wasserburg mit umgebender Wirtschaftsgebäudegruppe wird von einer Steinmauer eingefriedet. Im Zentrum befindet sich die zweigeschossige Dreiflügelanlage des Schlosses um einen rechteckigen Innenhof. Die Burg wird von einem Wassergraben umgeben. Die Breite des Wassergrabens beträgt 10 – 15 m. Der Zugang zur Burg erfolgt von NW. Ursprünglich war die Burg noch von einem hohen Wall mit Eckrondellen und einem breiteren Außengraben umgeben. Diese sind heute eingeebnet. | 28969124 | Weitere Bilder |

### Schmarrie
| Lage                        | Bezeichnung            | Beschreibung | ID       | Bild |
| --------------------------- | ---------------------- | ------------ | -------- | ---- |
| 52° 14′ 36″ N, 9° 23′ 27″ O | Schmarrie 8, Posteburg |              | 28969128 |      |

## Lauenau

### Feggendorf
| Lage                        | Bezeichnung                        | Beschreibung | ID       | Bild           |
| --------------------------- | ---------------------------------- | --- | -------- | -------------- |
| 52° 17′ 24″ N, 9° 24′ 14″ O | Feggendorf 1, Wirkesburg           | Ovale Hauptburg von 50 – 60 m Durchmesser und einem westlich anschließenden Vorburgsystem bei einer Gesamtfläche von ca. 12 ha. Sie liegt auf einem Bergrücken im Zwickel zweier Bachläufe. Der Wall der Hauptburg ist ungleichmäßig gut erhalten, im Nordwesten ist er 5 – 6 m breit und 1 – 1,5 m hoch. Es sind keine Schriftquellen bekannt, die sich mit der Wirkesburg in Verbindung bringen ließen. Sie liegt aber in unmittelbarer Nähe zu Besitzungen der Billunger, die im Deister-Süntel-Tal reich begütert waren. Spekulativ wird sie aber auch mit einem 955 genannten Grafen Hroduuerk in Verbindung gebracht. | 38207157 | Weitere Bilder |
| 52° 17′ 18″ N, 9° 23′ 54″ O | Feggendorf 2, Grabhügel            | Durchmesser ca. 15 m und Höhe ca. 0,6 m. Steinhügel. In Hügelmitte eine alte zugewachsene Eingrabung. Einige plattige Steine. | 28969130 | BW             |
| 52° 17′ 18″ N, 9° 23′ 51″ O | Feggendorf 3, Grabhügel            | Durchmesser ca. 12 m und Höhe ca. 0,8 m. Steinhügel. Spuren alter Eingrabungen. | 28969223 | BW             |
| 52° 17′ 18″ N, 9° 23′ 51″ O | Feggendorf 4, Grabhügel            | Größe ca. 13 × 10 m und Höhe ca. 0,3 m. Oval. Steinhügel. Über den Hügel läuft ein Weg, Hügelrand wird durch Weg begrenzt. | 28969225 | BW             |
| 52° 17′ 1″ N, 9° 24′ 16″ O  | Feggendorf 5, Grabhügel            | Durchmesser ca. 12 m und Höhe ca. 0,6 m. Steinhügel, plattige Sandsteine. | 28969227 | BW             |
| 52° 16′ 56″ N, 9° 25′ 20″ O | Feggendorf 6, Grabhügel            | Durchmesser ca. 8 m und Höhe ca. 0,4 m. Steinhügel. An einigen Stellen gestört. SO-Bereich abgetragen, darin plattige Steine. | 28969228 | BW             |
| 52° 16′ 54″ N, 9° 25′ 20″ O | Feggendorf 7, Grabhügel            | Durchmesser ca. 10 m und Höhe ca. 0,6 m. Steinhügel. An einer Seite Steine entfernt ( Wegebau ?). Im Zentrum ein künstlich erhöhter Steinhaufen. | 28969229 | BW             |
| 52° 16′ 31″ N, 9° 25′ 3″ O  | Feggendorf 8, Grabhügel            | Durchmesser ca. 8 m und Höhe ca. 0,4 m. Steinhügel. Einige plattige Steine. | 28969230 | BW             |
| 52° 16′ 32″ N, 9° 25′ 16″ O | Feggendorf 9, Grabhügel            | Durchmesser ca. 8 m und Höhe ca. 0,4 m. Steinhügel. Von Schwarzwild zerwühlt. | 28969231 | BW             |
| 52° 15′ 36″ N, 9° 25′ 37″ O | Feggendorf 14, Grabhügel           | Durchmesser ca. 10 m und Höhe ca. 0,4 m. Steinhügel. Fast rund. Flach auslaufender Rand. Einige Sandsteine. | 28969236 | BW             |
| 52° 15′ 38″ N, 9° 26′ 11″ O | Feggendorf 19, Grabhügel           | Durchmesser ca. 10 m und Höhe ca. 0,5 m. Steinhügel. Fast rund. Plattige Sandsteine sichtbar. | 28969241 | BW             |
| 52° 16′ 6″ N, 9° 25′ 51″ O  | Feggendorf 20, Grabhügel           | Durchmesser ca. 13 m und Höhe ca. 1,1 m. Steinhügel. Fast rund. Flach gewölbt, Rand abgesetzt. Darin mehrere starke Baumstümpfe. Plattige Sandsteine. | 28969243 | BW             |
| 52° 16′ 3″ N, 9° 25′ 57″ O  | Feggendorf 21, Grabhügel           | Durchmesser ca. 10 m und Höhe ca. 0,6 m. Steinhügel. Fast rund. NW-Bereich abgesetzt, sonst flach auslaufend. Am südlichen Hügelfuß ein starker Baumstumpf. Zahlreiche plattige Sandsteine bis über Kopfgröße. | 28969242 | BW             |
| 52° 16′ 50″ N, 9° 24′ 25″ O | Feggendorf 22, Grabhügel           | Durchmesser ca. 8 m und Höhe ca. 0,6 m. Steinhügel. Fast rund. NW-Bereich abgesetzt, sonst flach auslaufend. | 28969244 | BW             |
| 52° 16′ 49″ N, 9° 24′ 24″ O | Feggendorf 23, Grabhügel           | Durchmesser ca. 14 m und Höhe ca. 0,7 m. Steinhügel, fast rund. Schwach abgesetzter Rand, plattige Sandsteine. | 28969247 | BW             |
| 52° 17′ 31″ N, 9° 24′ 35″ O | Feggendorf 24, Feggendorfer Stolln | Steinkohlenbergbau und Wealdenkohle; älterer Stollen wohl in der Mitte des 19. Jh. errichtet, jüngerer Stollen in den 1920er Jahren vorübergehend und nach Notbergbau 1947 endgültig stillgelegt. Typische Bauweise der Deisterstollen des 19. Jh. Das Stollenmundloch des jüngeren Stollens ist eines der am besten erhaltenen im Gebiet des Deisters. Nach dem Gutachten von Dr. Römhild ist der Bereich der Feggendorfer Stollen besonders eindrucksvoll sowohl in fachwissenschaftlicher (Industrie- und Technikgeschichte) wie auch in didaktischer Hinsicht.                                                          | 28969248 | Weitere Bilder |
| 52° 16′ 53″ N, 9° 24′ 39″ O | Feggendorf 26, Grabhügel           | Durchmesser ca. 14 m und Höhe ca. 1 m. Rund, gleichmäßig gewölbt. Rand abgesetzt. Nördlicher Hügelfuß an Graben angrenzend. Einige plattige Sandsteine. | 28969249 | BW             |
| 52° 16′ 30″ N, 9° 26′ 12″ O | Feggendorf 31, „Alte Taufe“        | Annähernd würfelförmiger Sandsteinblock mit natürlicher beckenartiger Vertiefung. L. ca. 4 m, Br. 2,6 m, sichtbare H. ca. 2 m. Ungewisse Deutung: „germanischer Opferstein“, „sächsische Kultstätte“, „christlicher Taufstein“. | 28969245 | Weitere Bilder |
| 52° 17′ 38″ N, 9° 24′ 47″ O | Feggendorf 33, Landwehr            | Gesamtlänge 80 m, L. in Gmkg. Feggendorf 40 m. Im NW vorgelagerter Graben. Wallbr. 9 m, H. bis 1,2 m, Krone gewölbt, Grabenbr. 4,5 m, T. 0,8 m. Wegesperre des Kammweges zum Schutz der nahegelegenen Heisterburg. | 28969251 | BW             |
| 52° 15′ 51″ N, 9° 25′ 58″ O | Feggendorf 42, Grabhügel           | Durchmesser ca. 13 m und Höhe ca. 1 m. Eingrabung in Kuppenmitte von ca. 2 m Dm. | 28962251 | BW             |
| 52° 17′ 19″ N, 9° 24′ 3″ O  | Feggendorf 47, Abschnittswall      | Mittlerer Vorwall der Wirkesburg. Ca. 150 m westlich, im Nordbereich nach O umbiegend. Wall mit westlich vorgelagertem Graben. L. ca. 400 m, Wallbr. bis 10 m, H. bis 3 m. Grabenbr. bis 10 m, T. bis 2,7 m. Trapezförmiges, leicht abgerundetes Profil. Im N und S durch zwei Waldwege unterbrochen, sonst sehr gut erhalten. - Teilstück ID: 38801548 | 28918907 | BW             |
| 52° 17′ 20″ N, 9° 23′ 56″ O | Feggendorf 48, Abschnittswall      | Äußerer Vorwall der Wirkesburg. Ca. 270 m westlich. Wall mit westlich vorgelagerter Berme und Graben. L. ca. 400 m, Wallbr. bis 13 m, H. bis 2,5 m, Bermenbr. ca. 2 m, Grabenbr. bis 11 m, T. bis 3 m. Trapezförmiges, leicht abgerundetes Profil. - Teilstück ID: 38801585 | 28919005 | BW             |

Feggendorf 10
- ID:28969232
- Ehemals neun Grabhügel, davon vier Stein- und fünf Lehmhügel. Dm. 6 – 22 m, H. 0,30 – 1 m. Die Lehmhügel liegen nördlich der Lauenauer Straße, die Steinhügel südlich. Innerhalb der Anlage sich Erläuterungstafel. Unmittelbar an der Straße zwei Wegweiser.

| Lage                        | Bezeichnung   | Beschreibung                                                                                              | ID       | Bild |
| --------------------------- | ------------- | --- | -------- | ---- |
| 52° 15′ 34″ N, 9° 25′ 18″ O | Feggendorf 10 | Durchmesser ca. 21 m und Höhe ca. 1 m. Lehmhügel. Gleichmäßig flach gewölbt.                              | 28969233 | BW   |
| 52° 15′ 35″ N, 9° 25′ 14″ O | Feggendorf 11 | Durchmesser ca. 17 m und Höhe ca. 0,6 m. Lehmhügel.                                                       | 28969234 | BW   |
| 52° 15′ 32″ N, 9° 25′ 25″ O | Feggendorf 13 | Durchmesser ca. 22 m und Höhe ca. 1 m. Lehmhügel. Durch mehrere muldenförmige Eingrabungen stark gestört. | 28969224 | BW   |
| 52° 15′ 32″ N, 9° 25′ 6″ O  | Feggendorf 15 | Durchmesser ca. 8 m und Höhe ca. 0,3 m. Steinhügel.                                                       | 28969235 | BW   |
| 52° 15′ 30″ N, 9° 25′ 11″ O | Feggendorf 16 | Durchmesser ca. 10 m und Höhe ca. 0,6 m. Steinhügel. Am SW-Rand kleine Eingrabung.                        | 28969237 | BW   |
| 52° 15′ 30″ N, 9° 25′ 14″ O | Feggendorf 17 | Größe ca. 6 × 5 m und Höhe ca. 0,3 m. Oval, Steinhügel. Im Südbereich durch Weg gestört.                  | 28969238 | BW   |
| 52° 15′ 30″ N, 9° 25′ 17″ O | Feggendorf 18 | Durchmesser ca. 9,5 m und Höhe ca. 0,6 m. Fast rund, Steinhügel.                                          | 28969239 | BW   |

### Lauenau
| Lage                        | Bezeichnung                | Beschreibung | ID       | Bild           |
| --------------------------- | -------------------------- | --- | -------- | -------------- |
| 52° 16′ 28″ N, 9° 21′ 51″ O | Lauenau 1, Schloss Lauenau | Wasserburg mit Vorburg. Hauptburg mit vierflügeligem Schlossgebäude, in Vorburg Wirtschaftsgebäude. Ehemals an drei Seiten von Wassergraben umgeben, von denen heute noch die Westseite Wasser führt; die Nordseite verfügt über einen Trockengraben, sonst eingeebnet. Gr. Gesamtl. 195 m, Br. 105 m. Das heutige Schloss aus dem Jahre 1568 steht auf dem Platz einer hoch- bis spätmittelalterlichen Burg, die 1307 erstmals erwähnt wird. „Castrum Lowenow“ 1307 erstmals urkundlich erwähnt. Hierin wird von der Wiederherstellung des Turmes und der Plankenbefestigung berichtet. 1472 werden ein Burgfried und ein kleinerer Wachturm erwähnt. 1519 in der Fehde des Herzogs Heinrich von Braunschweig und Lüneburg gegen das Stift Minden zerstört. 1568 unter Graf Hermann-Otto von Holstein und Schaumburg Neubau des Schlosses. Die Innenburg war bis 1723 über eine Zugbrücke erreichbar, die dann durch eine Steinbrücke ersetzt wurde. | 28969250 | Weitere Bilder |

## Messenkamp
| Lage                        | Bezeichnung                         | Beschreibung | ID       | Bild           |
| --------------------------- | ----------------------------------- | --- | -------- | -------------- |
| 52° 15′ 13″ N, 9° 22′ 48″ O | Messenkamp 1, Motte (Turmhügelburg) | Künstliche Aufschüttung aus Mergel und Lehm, die mit Kalkbrocken durchsetzt ist. Der Mottenhügel ist stark gestört und erscheint heute als leicht viereckige Erhebung von 18 × 28 m Größe. Seine heutige Höhe beträgt 3 – 3,5 m. Der ehemalige Ringgraben ist vollständig verfüllt. Lediglich im Südwesten noch leicht zu erkennen. Im Norden wird der Hügelfuß durch einen Bachlauf leicht angeschnitten. Kuppe abgeflacht. Historische Quellen, die auf diese Motte bezogen werden können, sind nicht bekannt. Eine Entstehung in der Zeit um 1200 ist laut Heine aber anzunehmen. Nach dem Heimatforscher Parisius lag hier die Stätte des 1369 erstmals erwähnten Gogerichts. | 28962491 | Weitere Bilder |

## Rodenberg
| Lage                        | Bezeichnung                    | Beschreibung | ID       | Bild           |
| --------------------------- | ------------------------------ | --- | -------- | -------------- |
| 52° 18′ 49″ N, 9° 21′ 24″ O | Rodenberg 9, Schloss Rodenberg | Wasserburg mit mächtigem, annähernd trapezförmigem, Wall- und Graftsystem. Ehemals mit Haupt- und Vorburg. Die Vorburg ist heute völlig eingeebnet. Wallsohlbr. der Hauptburg bis 24 m; H. ca. 4 m; trapezförmiger Querschnitt; Graftbr. bis 30 m. Wall- und Graftsystem sind sehr gut erhalten. Von den ehemaligen Burggebäuden steht heute nur noch der Saalbau des 16. Jh., das sog. Ständehaus. An der NO-Ecke des Walles liegen Mauerreste von zwei Turmstümpfen frei. | 28988840 | Weitere Bilder |
| 52° 18′ 44″ N, 9° 23′ 49″ O | Rodenberg 11, Grabhügel        | Durchmesser ca. 9,5 m und Höhe ca. 0,6 m. Fast rund, Steinhügel. | 28967412 | BW             |